# مونيوبيبي
بلدية مونيوبيبي (بالإسبانية: Muñopepe) هي بلدية تقع في مقاطعة آبلة التابعة لمنطقة قشتالة وليون وسط إسبانيا.

## الديموغرافيا
بلغ عدد سكان بلدية مونيوبيبي 102 نسمة عام 2011 (وفقاً للمعهد الوطني للإحصاء الإسباني).
| 106 | 106 | 101 | 112 | 104 | 104 | 102 |